# Мужская сборная Италии по софтболу
Мужская национальная сборная Италии по софтболу — представляет Италию на международных софтбольных соревнованиях. Управляющей организацией выступает Федерация бейсбола и софтбола Италии (итал. FIBS, Federazione Italiana Baseball Softball).

## Результаты выступлений

### Чемпионаты Европы
| Год        | Победы         | Поражения      | Место          |
| ---------- | -------------- | -------------- | -------------- |
| 1993—2014  | не участвовали | не участвовали | не участвовали |
| 2016       | 2              | 3              | 8              |
| 2018       | 4              | 6              | 9              |
| 2021—н. в. | не участвовали | не участвовали | не участвовали |